# 郵便配達は二度ベルを鳴らす (1943年の映画)
『郵便配達は二度ベルを鳴らす』（ゆうびんはいたつはにどベルをならす、Ossessione）は、1943年のイタリアの犯罪ドラマ映画。ルキノ・ヴィスコンティ監督の長編処女作で、出演はマッシモ・ジロッティとクララ・カラマイなど。

## 概要
原作はジェームズ・M・ケインの『郵便配達は二度ベルを鳴らす』だが、クレジットでは示されていない。原作者の許諾を得ることなく映画化された違法な作品であるため、イタリア公開時に数日で上映禁止となり、長らく「幻の処女作」と呼ばれていた。アメリカでの公開はヴィスコンティの死後、1976年のニューヨーク・フィルム・フェスティバルであった。日本ではタイトルをケインの小説に合わせて1979年に公開された。
本作をもって「最初のネオレアリズモ映画」と言われることがある。一般に、映画におけるネオレアリズモの端緒はロベルト・ロッセリーニ監督による1945年の映画『無防備都市』であると言われているが、反ファシズム的な内容や屋外での撮影、素人役者の起用は本作が最初であるとヴィスコンティは主張した。ただしネオレアリズモ風の作品は本作以前にもいくつか存在するため、何をもって最初の作品とするかは意見が分かれるところである。現在ではやや控えめに「ネオレアリズモの先駆的作品」と呼ばれることが多い。
ヴィスコンティがスラムの人々の生活に目を向けたのはジャン・ルノワール監督の自然主義的リアリズムの影響であると言われている。ヴィスコンティはルノワールの『トニ』で助手として働いていた。
ファシズム体制下での撮影だったため、あからさまなファシズム批判はなされていないが、反フランコの象徴としての「スペイン人」の登場や、不倫という「公衆良俗に反する」内容は十分に反ファシズム的である。
ブラガーナがのど自慢大会で歌ったのは『椿姫』のアリアである。

## ストーリー
北イタリア、ポー川の食堂に風来坊のジーノ（マッシモ・ジロッティ）が現れる。店主ブラガーナ（ファン・デ・ランダ）の歳の離れた美しい妻ジョヴァンナ（クララ・カラマイ）はジーノに惹かれ、その日のうちに関係を持った。お人好しのブラガーナはジーノに数日の滞在を許す。ジーノとジョヴァンナはブラガーナの留守中に駆け落ちしようとするが、ジョヴァンナは、放浪生活は無理だと途中で引き返してしまう。
ジーノは列車の中で出会った「スペイン人」を名乗る旅芸人と放浪を続け、ジョヴァンナを忘れようとするが、旅先の港町でブラガーナ夫婦と再会してしまう。ブラガーナの説得もあり、車に同乗し、食堂に戻る道すがら、ジーノとジョヴァンナはブラガーナの殺害を決意する。自動車事故を装って、ジーノたちはブラガーナ殺しを実行する。
しかし新しい生活を始めた2人の間には終始気まずい雰囲気が流れ、ブラガーナに多額の生命保険がかけられていたことを知ったジーノはジョヴァンナをますます信じられなくなり、別の女アニータのところへ入り浸るようになる。一方、警察は目撃者の証言からブラガーナが殺害されたことを確信し、2人を指名手配する。ジーノはジョヴァンナが密告したのではないかと疑ったが、彼女の一途な愛と、彼の子を身ごもっている事実を知ると2人での再出発を決意する。しかし車で逃亡しようという矢先、トラックを追い越そうとして事故を起こし、ジョヴァンナは死んでしまう。そこに警察が追いつき、ジーノは連行されることになる。

## キャスト
- ジーノ: マッシモ・ジロッティ
- ジョヴァンナ: クララ・カラマイ
- ブラガーナ: ファン・デ・ランダ（スペイン語版）
- アニータ: ディーア・クリスティアーニ（イタリア語版）
- スペイン人: エリオ・マルクッツォ（イタリア語版）
- 刑事: ヴィットリオ・ドゥーゼ（イタリア語版）

## 作品の評価
Rotten Tomatoesによれば、15件の評論の全てが高評価で、平均点は10点満点中8.1点となっている。